# Интегральная инжекционная изопланарная логика
Интегральная инжекционная изопланарная логика (И³Л) — технология, по которой изготавливаются микросхемы микропроцессоров и запоминающих устройств.